# MFKノリリスキイ・ニケリ
MFKノリリスキイ・ニケリ（ロシア語: мини-футбольный клуб «Норильский никель»）は、ロシアのノリリスクをホームタウンとするフットサルクラブである。

## 歴史
1992年にノリリスクの愛好家グループによってクラブ創設の動きがあり、モスクワ大学と親善試合を行った。1993年6月30日にノリリスク(Норильск)の名前で創設され、セカンドリーグに所属した。セカンドリーグで成功し、同年10月からファーストリーグに所属した。1995-96シーズンにファーストリーグで1位になり、トップディビジョンに初昇格した。1999年にノリリスク・ニッケルがスポンサーに付き、クラブ名はノリリスキイ・ニケリに改称された。
2000-01シーズンはロシア・フットサルカップ決勝に進出し、リーグ戦でも2位になった。2001-02シーズンにリーグ戦初優勝を飾った。
2014-15シーズンに2000-01シーズン以来となるカップ戦決勝に進出したが、ディナモに敗れた。

## 獲得タイトル
- ロシア・フットサルスーパーリーグ：1回
  - 2001-02